# 沃尔珀茨文德
沃尔珀茨文德是德国巴登-符腾堡州的一个市镇。总面积26.35平方公里，总人口4021人，其中男性2045人，女性1976人（2011年12月31日），人口密度153人/平方公里。